# Rhodesiella annulata
Rhodesiella annulata är en tvåvingeart som först beskrevs av Becker 1910.  Rhodesiella annulata ingår i släktet Rhodesiella och familjen fritflugor.
Artens utbredningsområde är Tanzania. Inga underarter finns listade i Catalogue of Life.